# یوستا اییکمان
یوستا اییکمان (سوئدی: Gösta Ekman؛ ۲۸ دسامبر ۱۸۹۰ – ۱۲ ژانویهٔ ۱۹۳۸) هنرپیشه اهل سوئد بود. وی را یکی از بزرگترین بازیگران تئاتر سوئد می‌دانند.

## گزیدهٔ فیلم‌شناسی
- فاوست (۱۹۲۶)
- کارل دوازدهم (۱۹۲۵)